# Wall Street 2: el dinero nunca duerme
Wall Street 2: el dinero nunca duerme (2010) es una película dirigida por Oliver Stone y protagonizada por Shia LaBeouf, Michael Douglas y Carey Mulligan. La secuela de Wall Street (1987) se estrenó el 24 de septiembre en Estados Unidos y el 8 de octubre en España e Hispanoamérica.

## Argumento
Gordon Gekko (Michael Douglas) tras cumplir condena en la cárcel por fraude descubre que su hija Winnie (Carey Mulligan), con la que no tiene ningún tipo de relación, va a casarse con un joven broker de acciones en la bolsa, llamado Jacob (Shia LaBeouf), que lo busca y se presenta ante él, como el futuro esposo de su hija, para ser su nuevo aprendiz en el mundo de los negocios de compra de acciones en Wall Street, además de que Jacob quiere venganza por la muerte de su jefe y mentor en el negocio de la bolsa, a quien conoció cuando estaba trabajando como cadi en un campo de golf, y fue ese hombre quien lo ayudó a salir adelante, financió su educación y le abrió la puerta para trabajar en el mundo de las finanzas. 
Su mentor se había suicidado porque no ayudaron a rescatar a su empresa de inversiones de riesgo, en especial luego de que ciertos rumores, esparcidos por otro inversor rival llamado Bretton James (Josh Brolin) haciendo que se volvieran ciertos en el mercado de valores. Jakob se alía con su suegro y descubre que Bretton James es uno de los mayores manipuladores del mercado del mundo y que trabaja en una empresa de fondos de inversión, para atraer a inversionistas de otros países a trabajar con ellos, para que pongan su dinero en varios proyectos de formas de energía, como el petróleo, combustibles fósiles y energía verde experimental, aquel en el que Jakob quiere conseguir inversores para que lo financien. 
Luego de hacer correr rumores y manipular los mercados para que Bretton James pierda una gran cantidad de dinero en la bolsa de valores, éste en lugar de enojarse se encuentra sorprendido por la lealtad de Jakob hacia su antiguo jefe, además reconoce las agallas y el talento que tiene en los negocios de la bolsa de valores, por lo que le ofrece trabajo en el sector de financiación de nuevas formas de energía y aunque Jakob tiene sus dudas, termina aceptando su nuevo trabajo en esa empresa.
Gordon Gekko le revela a Jakob que Winnie tiene una cuenta de casi 100 millones de dólares en Suiza a través de un fondo no declarado en Estados Unidos, que él había puesto a su nombre hace muchos años como un respaldo y que ella accedería a él cuando cumpliera 25 años de edad, y que tenían pensado viajar allí para retirar el dinero y transferírselo a él en Estados Unidos. Pero cuando el hijo mayor de Gekko, Rudy, muere por sobredosis, Winnie culpó a su padre por lo que sucedió con su hermano, por no haber estado ahí para él y dejaron de tener contacto entre ellos. 
Gordon se aprovecha de su hija y la información que recibe de Jacob, logrando acercarse a su hija y convencer de que firme los documentos para transferir el dinero depositado para que Gordon lo utilice en el proyecto de energía limpia que Jakob quería y que no pudo concretarse en la empresa de Bretton James por su alto riesgo, prefieren seguir trabajando en la inversión de ventas de petróleo a futuro y él renuncia con una incómoda situación frente a Bretton James, el mismo día cuando se produce el crack bursátil en la bolsa de valores de Wall Street. 
Pero Gordon se apodera de ese dinero y viaja a Londres para invertir en la bolsa de valores, se recupera en poco tiempo con sus inversiones y logra mucho éxito económico en la compra de acciones de empresas desde Londres, donde compra empresas quebradas y propiedades que se rematan en Estados Unidos, transformando esos 100 millones de dólares guardados en Suiza, en más de 1100 millones en poco tiempo, lo cual destroza nuevamente la confianza que su hija tenía en él y arruinando la relación de Winnie con Jakob.
Al final Jakob logra conseguir su venganza contra Bretton James gracias a que Winnie publica un artículo online en su blog, sobre las manipulaciones bursátiles de Bretton James en la bolsa de valores, entre ellas provocar el quiebre de la empresa en la que trabajaba Jakob, cuando eventualmente condujo al suicidio de su jefe y mentor, junto a otros delitos financieros, haciendo que Bretton James quede bajo investigación criminal, la Reserva Federal y todos en Wall Street le dieran la espalda por su ambición y se queda sin trabajo en la empresa.
Jakob viaja a Londres para encontrarse con Gekko, habla con él y advierte traicionó la confianza de su hija, al robar ese dinero de Suiza y le exige se lo devuelva. Gordon lo escucha y desprecia su reclamo, para hacer negocios con él debe tener algo que él quiera, Jakob le revela un CD con una ecografía, informa del embarazo de su hija y pronto nacería su nieto, si quiere ser parte de su vida tendrá que devolver el dinero a su hija para financiar el proyecto de energía. En principio Gordon muy afectado por la noticia se rehúsa, no acepta el trato propuesto por Jakob en forma desesperada, pero al final Gekko decide regresar a Nueva York para buscar a su hija, la encuentra y habla con ella, arma una cuenta a nombre de él para que Jakob pueda finalmente financiar su proyecto de energía alternativa. La escena termina con todos festejando el cumpleaños del bebé de Winnie y Jakob, junto a amigos y familiares.
La película muestra el peligro de las burbujas especulativas y la crisis hipotecaria del país, la falta de regulación en los mercados y el rescate financiero a los bancos de inversión, las nuevas posibilidades de inversión en energías alternativas.

## Reparto
- Michael Douglas como Gordon Gekko.
- Shia LaBeouf como Jacob "Jake" Moore.
- Josh Brolin como Bretton James.
- Carey Mulligan como Winnie Gekko.
- Charlie Sheen como Bud Fox.
- Eli Wallach como Julius Steinhardt.
- Susan Sarandon como Sylvia Moore, la madre de Jake.
- Frank Langella como Louis Zabel.
- Austin Pendleton como Dr. Masters
- Sylvia Miles como Realtor.
- Vanessa Ferlito como Audrey.
- John Buffalo Mailer como Robby.

## Producción
Wall Street 2: Money Never Sleeps se rodó entre el 9 de septiembre y el 30 de noviembre de 2009 en diversas localizaciones de Estados Unidos y los Emiratos Árabes Unidos. Destacan las ciudades de Nueva York (Estados Unidos) y Dubái (Emiratos Árabes Unidos).

## Música
1. Prison – Craig Armstrong
2. Home – David Byrne & Brian Eno
3. Life is Long – David Byrne & Brian Eno
4. Sleeping Up – David Byrne
5. Strange Overtones – David Byrne and Brian Eno
6. Money – Craig Armstrong
7. My Big Nurse – David Byrne & Brian Eno
8. Helicopter Reveal – Craig Armstrong
9. Tiny Apocalypse – David Byrne
10. Lazy – David Byrne
11. I Feel My Stuff – David Byrne & Brian Eno
12. This Must Be the Place (Naive Melody) – Talking Heads

## Festival de Cine de Cannes
Wall Street 2: Money Never Sleeps fue presentada en el Festival de Cine de Cannes, aproximadamente se exhibió el 90% del metraje, dividiéndose la crítica entre el entusiasmo y el escepticismo por la película dirigida por Oliver Stone. Periódicos como The Hollywood Reporter la catalogaron como: "una de las mejores secuelas de todos los tiempos." Frente a este comentario tan halagador para la cinta protagonizada por Michael Douglas, encontramos otros mucho más escépticos, como el publicado en noticine.com, que dice lo siguiente: No ha apasionado esta nueva Wall Street, pero se deja ver.